# Щелкановцев, Сергей Павлович
Серге́й Па́влович Щелка́новцев (укр. Сергій Павлович Щелкановцев; 13 марта 1966, Орджоникидзе — 3 августа 2003, Харьков) — украинский рок-музыкант, автор песен, радио и телевизионный ведущий, член Союза журналистов Украины. Известен под псевдонимом «Сэр». В начале 80-х он стоял у истоков «Первой волны харьковского рока». Лидер рок-группы «КПП» (первоначально сокращенно «КровьПролитПросвет»). Участник группы «Рок-Фронт» Александра Чернецкого и red-wave группы «Фабрика». В 1991—1992 годах «КПП» организовала и провела успешный тур «Железный Марш по Украине» с участием популярных хард-рок групп. Щелкановцев прославился на Украине скандальным выдвижением себя кандидатом в депутаты Верховной Рады Украины в 1994 году.

## Биография

### Рождение, ранние годы
Сергей родился в семье музыкантов. Его мать Елена Щелкановцева — профессор кафедры оркестровых струнных инструментов Харьковского университета искусств, кандидат искусствоведения, преподаватель по классу виолончели.
В возрасте двух месяцев родители с сыном переехали в Харьков. С 1973 по 1980 год учился в средней школе № 12. С 1980 по 1983 год учился в средней школе № 27 с математическим уклоном. С июня 1984 по май 1986 год служил в армии, в г. Обнинск Калужской области, в/ч 25525, был музыкантом в военном оркестре. куда его определили буквально через несколько дней после прибытия в часть. Учился в Харьковском институте радиоэлектроники, специальность прикладная математика. Родители — профессиональные оркестровые музыканты. Будучи ребёнком, обучался игре на фортепиано. С 11 лет, увлекшись рок-н-роллом, пишет тексты песен и музыку, пытается играть в различных группах. В 1981 году — с Константином Костенко и другом детства, а позже напарником в различных проектах, Сергеем Кривулей, собрал первую полноценную рок-группу «Катарсис». 1981—1983 годах — растёт популярность и профессионализм в молодёжной среде. Репертуар к этому времени состоит почти полностью из его собственных песен.

### Становление
С 1986 по 1991 год работал внештатным корреспондентом газеты «Ленинская смена» (г. Харьков). В это же время присоединяется к музыкальному проекту «Рок-Фанат» (переименован «Рок-Фронт») Александра Чернецкого (впоследствии лидер рок-групп «ГПД», «Разные люди»). В 1988 создаёт собственную группу «КПП», ориентированную сугубо на тяжёлую музыку, смесь трэша, панка и хард рока. В 1989 был редактором самиздатовского журнала «Рок-н-ролльная Харьковщина» (известен только один номер 1/1989). А до «Рок-н-рольной Харьковщины» под редакцией Сергея Олейника вышли три номера самиздатовского журнала «Рок-Курьер Харьковщины». В третьем номере под псевдонимом «Мистер Лорд» была опубликована статья СЭРа "Ублюжья доля «Облачного края» — великолепная рецензия на альбомы группы «Облачный край».
С 1990 по 1997 был автором и ведущим еженедельной телепрограммы о рок-музыке — «Под Веселым Роджером» на харьковском телеканале Simon. В 1989—1993 на телеканале «Тонис» снимал скетч-шоу «Батуалло», в главных ролях участвовала группа «КПП». В передаче Щелкановцев отметился как сценарист, актёр, автор и ведущий. Каждый выпуск шёл 6-7 минут и представлял собой сборник пародий на клипы, новости и рекламы. Программа также показывалась на канале 2x2.
Первый состав группы «КПП», 1988 год: Щелкановцев (вокал, музыка, тексты), Александр Еленевич, Михаил Антонов (гитара), Александр Букреев (басист) и Виталий Болховитин (ударные). В Харьковской консерватории делается первая запись — англоязычный альбом «Never Old For Heavy Metal», позже выходит её русскоязычная версия «Механизм дал сбой». Правда была попытка ранее создать первый альбом «КПП» под названием «Живее всех живых». Запись была предварительно сделана в пустом концертном зале Вадимом Гарбузом, а затем на квартире при микшировании был наложен шум зала. Интересно, но сводили то, что не сводилось целый день на трезвые головы. Было выпито литра четыре азербайджанского чая № 400 и выбиты децибелами остатки мозгов у СЭРовского зам.декана факультета вычислительной техники, проживавшего этажом ниже. Зато уже утром Сергей смог объявить, что выпущен первый альбом группы «КПП». Именно на этот альбом сразу же вышла саркастическая рецензия в «Рок-Курьере Харьковщины № 5» под названием «Железная поступь „КПП“ (Первый альбом неистового СЭРа)». Одновременно выходит рецензия на альбом и в самиздтовском журнале «Положение Дел» под редакцией Сергея Мясоедова. А уже потом была студийная запись «Живее всех живых». Но это было потом… 1989 год — «КПП» триумфально выступает на эпохальном рок-фестивале «Рок против сталинизма» на одной сцене с такими звездами русского рока, как «Чай Ф», «Гражданская оборона», «Калинов Мост», «Весёлые Картинки», «ВВ» и др. а также на знаменитом «Рок-н-ролле Таврическом» в городе Новая Каховка (позже ставшим одиозными «Таврийскими Играми»). Начинается гастрольная деятельность группы по всей территории бывшего СССР. Но широкую известность группа приобретает после прихода гитариста Владимира Гальперина и барабанщика Евгения Терновского. Сергей Троицкий (Паук) пригласил «КПП» в Корпорацию Тяжелого Рока, и помог группе заключить контракт с SNC-Records на выпуск альбома «Беспредел». Также песня «Deaf For Your Prayers» вошла в компиляцию фирмы Moroz-Records «Metal From Russia», представленную на ярмарке MIDEM в Каннах.
В рамках тура «Железный Марш по Украине», организаторами и участниками которого стали КПП, проведено около 100 концертов в городах Харьков, Киев, Днепропетровск, Луганск, Кировоград, Ровно, Кривой Рог, Макеевка, Краматорск, Красноармейск, Одесса, Жёлтые Воды и др. Хедлайнерами тура были рок-группы «КПП», «Коррозия Металла» (с Сергеем Троицким, известным как Паук). Периодически в туре участвовали «Ария», московские «КРОНЕР», «Железный поток», а также различные местные группы. Пик тура — 15 тыс. фанатов на полностью распроданные билеты стадиона «Металлист» г. Харьков, и 3 тыс. фанов в государственном концертном зале «Украина» на концерте в Киеве. Второй официальный альбом, записанный в студии «Aria-Records» и выпущенный на фирме "СОЮЗ"в 1995 году «Кулак тебе в челюсть, топор тебе в череп», попал в некоторые хит-парады и на радио, а клип, снятый во время концерта в ЦПКиО «Парк Горького» в Москве на песню «Встретимся в аду», транслировался по кабельным сетям Украины и России. Августовский дефолт 1998 года сорвал выпуск нового альбома «Voodoo Muppet Show» и ряд телевизионных и радио проектов Щелкановцева. Щелкановцев был организатором концертов Александра Чернецкого («ГПД», «Рок-фронт», «Разные люди»).

В 1994 году Щелкановцев стал кандидатом в депутаты Верховного Совета Украины. Выдвижение сопровождалось скандалами, попытками шутить над казалось бы серьёзными вещами. Вот отрывок из его программы: 
Харьковчане, земляки и землячки, а также гости нашего избирательного округа! Это я говорю, короче, вы поняли кто. Зовите меня просто — Сэр.
Вы жили при коммунистах, национал-патриотах и прочих не нуждающихся в комментариях господах, но вы никогда ещё не жили при мне. У нас есть шанс. Я ничего не понимаю в политике и экономике, но я знаю одно — люди хотят жить хорошо и люди должны жить хорошо. Мой девиз — «Хорошо работаем — хорошо отдыхаем» (впрочем, первое не обязательно). Я всегда говорил: накормите народ — они не кормили. Я говорил: не подымайте цены на алкоголь — они подняли. Я говорил: не злите людей — они разозлили. Я говорил… а они… Хватит разговаривать, я решил действовать. Каждый, кто отдаст мне предпочтение, сможет убедиться, насколько я лучше. Все, начиная с коммунистов, твердили нам: не мы, так наши дети заживут счастливо. Я говорю — станем же счастливыми при жизни.
В том же году Щелкановцев с друзьями открывают собственный магазин музыкальной атрибутики «Под Веселым Роджером», располагавшийся на улице Студенческой, и параллельно Щелкановцев вёл программу «Радиомолотилка» на харьковском «Радио-50».
В 1996 году были сняты два выпуска кулинарной передачи о кухнях народов мира, но из-за финансовых проблем директора закрыта. 1998 год — снята компьютерная телепередача.

### Расцвет, зрелые годы
В 2000 году вступил в Союз журналистов, вёл профессиональную деятельность на телевидении, радио, в прессе. С 2002 года — музыкальный редактор еженедельной газеты «Арт-Мозаика», издаваемой на Украине. Но как журналист Щелкановцев приобрел широкую известность, став ведущим рубрики «Самописка». В 2002 году начал работу над новым проектом, телевизионным юмористическим сериалом, был снят пилотный выпуск. Основная работа была намечена на сентябрь 2003 года, но не состоялась.

### Смерть
2 августа 2003 года Щелкановцеву была сделана операция, после которой его состояние ухудшилось. Сергей Щелкановцев скончался на 38-м году жизни в ночь с 2 на 3 августа во Второй городской больнице Харькова от тромбоэмболии. Прах Сергея Щелкановцева похоронен на 13-м городском кладбище.
13 сентября 2003 года прошёл концерт памяти Щелкановцева. Кроме харьковских музыкантов «Mirandola», Сергей Кривуля, «КПП», «V.I.P`S» в концерте также приняли участие бывшие харьковчане Сергей Чиграков, Александр Чернецкий («Разные люди») из Санкт-Петербурга, а также группа «Ток» (Днепропетровск).
В 2005 году был начат сбор средств на изготовление и установку памятника Щелкановцеву.

## Список произведений
Изданные альбомы:
1. «Never Old For Heavy Metal» 1988 г. (англоязычный альбом)
2. «Механизм дал сбой», 1989 г. (русскоязычная версия альбома)
3. «Беспредел», 1991—1993 г. (SNC)
4. «Кулак тебе в челюсть, топор тебе в череп», 1995 г. (Союз)
5. «Never Old For Heavy Metal — 9 Years Of Motherf***in’ Songs» 1997 г. (Союз, сборник лучших вещей 1988—1997 гг.
6. «4», 2002 г. (переизданные произведения)
7. «День рождения СЭРа With Little Help Of His Friends» 2004 г. (Арт-М, заловый альбом КПП, концерт друзей памяти СЭРа)

### Переиздания
КПП - Механизм Дал Сбой ( 1989 ) переиздание (2021) https://vk.com/meat_stocks_records

### Песни в составе сборников
- «Deaf For Your Prayers» — сборник «Metal From Russia» 1995 г.
- «Cowboy» — сборник «Russian Metal Ballads-1» (Moroz) 1997 г.
- «Planet» — сборник «Железный Марш № 3» 1995 г.
- «Кулак тебе в челюсть» — сборник «Железный Марш № 6» 1999 г.
- «Иж планета и Ватра-Мэн» — сборник «Железный Марш № 7» 2000 г.

### Видеоклипы
- КПП «Встретимся в Аду» (на сборнике «Железный Марш»)
- КПП «Тарантино»
- КПП «Voodoo Muppet Show»